# Franz M. Jansen
Franz M. Jansen, oftmals fälschlich auch: Franz Maria Jansen, richtigerweise steht aber das „M.“ für Mathilde, den Namen seiner Ehefrau, siehe weiter unten, (* 4. Februar 1885 in Köln als Franz Lambert Jansen; † 21. Mai 1958 in Büchel (Ruppichteroth), Siegkreis) war ein deutscher Maler und Grafiker. Er war ein wichtiger Vertreter der Modernen Kunst und des deutschen Expressionismus.

## Leben und Werk
Franz M. Jansen war der Sohn des Kaufmanns Peter Franz Jansen und seiner Ehefrau Margaretha geb. Manstetten. Er studierte von 1905 bis 1906 Architektur an der Technischen Hochschule in Karlsruhe. Von 1906 bis 1910 war er Meisterschüler an der Akademie der Künste in Wien. Sein in diesen Jahren entstandenes Frühwerk war inhaltlich noch stark symbolistisch und in seiner arabesken Linienführung auch vom Jugendstil geprägt.
Nach seiner Rückkehr nach Köln wurde Franz Maria Jansen Mitglied des Deutschen Künstlerbundes. Im Jahr 1911 war Jansen Mitbegründer der „Kölner Sezession“ und des Gereonsklubs. Im Jahr 1912 wurde er Mitglied der Berliner Secession. Jansens eigene künstlerische Entwicklung ist im Wesentlichen durch seine Wahl des künstlerischen Ausdrucksmittels, der Radierung sowie dem Holz- und Linolschnitt vorgegeben. Zwar versuchte er sich in dieser Zeit auch an Ölgemälden (u. a. gewann er die silberne Medaille der Stadt Köln für sein Panoramabild Am Rhein), doch sind es vor allem seine frühen grafischen Mappenwerke und Zyklen, die ihn bekannt machten. In kurzer Zeit entstand der Zyklus 6 Tage aus dem Leben eines Knaben, dann auf einer Reise nach Italien, die ihn 1913 nach Venedig führte, der Zyklus Die schwarzen Gondeln. Einige Arbeiten entstanden bei dem befreundeten, gleichaltrigen Maler Ernst Isselmann. Sie waren Ateliernachbarn im Brückenturm der Ruhrort-Homberger Rheinbrücke in Duisburg. Isselmann war ein begeisterter Segler war und sie unternahmen so manche Tour gemeinsam.
Im Ersten Weltkrieg leistete er von 1915 bis 1918 seine Kriegsdienst ab 1917 heiratete er die Malerin Fifi Kreutzer, deren Vornamen Mathilde er aus Zuneigung als „M.“ in seinen Künstlernamen aufnahm. Im Jahr 1918 verfasste er sein Manifest Über den Expressionismus. Von 1918 bis 1925 hatte er intensive Kontakte zu Franz Pfemferts Zeitschrift Die Aktion. Franz M. Jansen unterhielt einen engen Kontakt zu anderen Malern wie Carlo Mense und Schriftstellern wie Hermann Hesse. Im Jahr 1919 zog er nach Winterscheid in den Siegkreis, 1920 wohnte er für einige Zeit in Hamburg.
In den Jahren von 1928 bis 1930 wurden Jansens Werke auf den Auswahlausstellungen Deutscher Graphik in Paris, Zürich, Amsterdam, Warschau, Cleveland, Detroit, Chicago und Buenos Aires gezeigt. Im Jahr 1934 zog Jansen nach Büchel, wo er bis zu seinem Tod lebte und arbeitete.
Unter dem nationalsozialistischen Regime gehörte Jansen nicht zu den Künstlern, die Deutschland verlassen mussten, wie etwa George Grosz oder Franz Pfemfert. Jansens monumentale Ölgemälde der Neuen Sachlichkeit passten sich schon früh diesen Normen an, und so wurde er dann auch folgerichtig im März 1933 auf einer juryfreien Ausstellung in Berlin gezeigt. Seine Mitgliedschaft in der berufsständischen Organisation der „Reichskulturkammer“ war für diese Teilnahme notwendig.
1934 schuf Jansen gemeinsam mit Jakob Berwanger die Wandmalereien in der Kölner Universität unter dem Motto Deutscher Mensch in deutscher Landschaft (Figurengröße 160 cm), nachdem er in einem von der Universität ausgeschriebenen Wettbewerb einen 1. Preis für seinen Entwurf Deutsche Rassen erhalten hatte. Die Stadt Köln orderte 1937 das Ölgemälde Rheinansicht für den „Staatssekretär im Reichsministerium des Inneren und Reichssportführer“ Hans von Tschammer und Osten (1887–1943) und 1940 kaufte sie die Bilder Köln von den Domtürmen und Winterabend (beide Öl). Die Mannschaftsspeiseräume und deren Außenwände in der Kaserne von Lüdenscheid gestaltete Jansen 1937 im Auftrag der Wehrmachtsführung mit dem monumentalen Fresko Soldaten einst und jetzt. Wie in Köln hatten auch hier die Figuren eine Größe von 160 cm, die Gesamthöhe des Freskos betrug 2 m, die Länge rund 30 m. Als ihm dann der Kölnische Kunstverein 1935 eine große Einzelausstellung anlässlich seines 50. Geburtstages widmete, er in Hamburg auf der Wanderausstellung „Deutsche Kunst im Olympia-Jahr 1936“ (21. Juli – 20. September 1936) zu sehen war und im März an der Fachschau auf der Kölner Frühjahrsmesse teilnahm, erinnerten sich die nationalsozialistischen Machthaber seiner sozialistischen Vergangenheit.
Aufgrund seiner Schriften zum Expressionismus, die Anfang der 1920er Jahre entstanden waren, und seiner gesellschaftskritischen, oft karikaturesken, Holzschnitte (vor allem in der Zeitschrift Die Aktion) galten Jansens Arbeiten den Nazis als „entartet“ und 1937 wurde in der Aktion „Entartete Kunst“ eine große Anzahl seiner Graphiken aus dem Städtischen Kunst- und Gewerbemuseum Dortmund, den Kunstsammlungen der Stadt Düsseldorf, dem Museum Folkwang Essen, der Deutschen Graphikschau Görlitz, dem Provinzial-Museum Hannover, dem Wallraf-Richartz-Museum Köln und dem Museum für Kunst und Kunstgewerbe Stettin beschlagnahmt und bis auf ganz wenige Ausnahmen danach zerstört.
In den folgenden Jahren war Jansen dann aber wieder mit regimekonformer Kunst auf den Ausstellungen Kraft durch Freude in der Hamburger Kunsthalle (1938) und Aus dem deutschen Westen in Köln (1939) zu sehen.
In den überlieferten Darstellungen heißt es, Jansen musste von 1944 bis 1945 seinen Kriegsdienst absolvieren. Tatsächlich hat er nach 1939 im besetzten Polen Aufträge gemäß der NS-Kunstauffassung ausgeführt. Er entwarf im Rahmen der vom NS-Regime angezielten „Eindeutschung“ eroberter polnischer Gebiete für die ehemalige Tuchmacherhalle am Marktplatz der seit Oktober 1939 in Moosburg (Wartheland) umbenannten Stadt Przedecz ein monumentales Wandgemälde. Dieses Gemälde bestand aus vier Hauptbildern von jeweils 6,50 Metern Länge. Auf dem ersten Bild wurden Deutschordensritter bei der Befestigung der vormaligen „Moosburg“ während des 14. Jahrhunderts gezeigt. Das zweite Bild gibt eine Wachparade bei der Einnahme der Stadt durch Preußen im Jahr 1784 wieder. Das dritte Bild zeigte den Einmarsch der deutschen Wehrmacht 1939. Das letzte Bild liefert eine Apotheose der NS-Umsiedlungsprogramme „Heim ins Reich“ – in der damaligen Presse als „das Hohelied der größten Völkerwanderung aller Zeiten“ gefeiert. Zwischen diesen Hauptbildern befanden sich zusätzliche Verbindungsstücke; sie stellten jeweils Ritter und Soldaten aus den dargestellten Perioden dar, darunter SS- und SA-Männer mit Fahnendrapierung.
Die malerische Umsetzung dieser Monumentalarbeiten erfolgte durch Jansen selbst und seinen Kollegen Heiland. Sie waren für diese Arbeiten offenbar von in dieser Zeit üblichen Dienstverpflichtungen befreit. In einer biographischen Zusammenstellung ist von einer „Studienreise“ in die „Ostgebiete“ im Jahre 1943 die Rede.
Nach dem Zweiten Weltkrieg war er im Jahr 1946 Mitbegründer des Rheinisch-Bergischen Künstlerkreises. 1953 beteiligte er sich in der DDR mit einem Ölgemälde an der Dritten Deutschen Kunstausstellung in Dresden. Einige seiner Werke wurden, ein Jahr nach seinem Tod 1958 in Büchel, posthum 1959 auf der documenta 2 in Kassel in der Abteilung Graphik gezeigt. Verschiedene Ausstellungen im Bonner August-Macke-Haus widmeten sich Franz M. Jansen und seiner Frau Fifi Kreutzer-Jansen. Anfang 2008 wird hier eine Retrospektive zu seinem malerischen Werk gezeigt.

## Weitere grafische Mappenwerke
- Der Krieg (22 Linolschnitte, um 1915) z. B. Blatt 6 Die Vertriebenen[5]
- Die Industrie (10 Radierungen, 1920; Verlag Franz Gurlitt, Berlin, 1921) u. a. Blatt 1 Industrieviertel, (24,5 × 34,9 cm)[6]
- Der Rhein (24 Radierungen, 1925, Verlag Karl Nierendorf, Berlin)
- Die Großstadt (25 Holzschnitte, 1920) z. B. Blatt 2 Parteien[7]
- Zwei-Menschen-Bilder (73 Holzschnitte nach dem Epos von Richard Dehmel; 1922) z. B. Blatt 5[8]
- Rheinlandschaften (zehn Radierungen, 1925)

## Werke in Museen und Öffentlichen Sammlungen
- Stadtmuseum Landeshauptstadt Düsseldorf
- Heinrich-Heine-Institut, Düsseldorf (Bildnis Carl Maria Weber; Dauerleihgabe der Nyland-Stiftung, Köln)
- Karl-Ernst-Osthaus-Museum, Hagen